# Doris Burke
Doris Burke est une journaliste, commentatrice sportive de radio et télévision américaine née en 1965 à West Islip dans l'État de New York.
Elle commente la National Basketball Association (NBA) sur ESPN et a été intronisée au Basketball Hall of Fame en 2018 en tant que lauréate du Curt Gowdy Media Award pour son travail de pionnière.

## Biographie

### Jeunesse et études
Doris Burke est née le 4 janvier 1965 à West Islip dans l'État de New York.

### Carrière journalistique
En septembre 2018, elle reçoit le prix Curt Gowdy, décerné par le Basketball Hall of Fame aux journalistes et commentateurs sportifs ayant marqué l'histoire de la NBA pour son travail de pionnière.
En 2020, elle devient la première femme à commenter les finales de conférence et les finales NBA sur une station de radio nationale, ESPN,,. Elle commente les Finales NBA 2024 sur ESPN aux côtés de Mike Breen et JJ Redick, devenant ainsi la première femme journaliste sportive à commenter les finales dans l'un des quatre sports majeurs aux États-Unis.
Doris Burke a ouvert la voie à d'autres femmes qui sont devenues commentatrices de télévision comme Stephanie Ready pour les Hornets de Charlotte, Sarah Kustok pour les Nets de Brooklyn ou Kara Lawson pour les Wizards de Washington.

## Distinctions
- 2018 : Curt Gowdy Media Award
- 2012 : prix du Silver Anniversary de la NCAA
- 2006 : membre du New England Basketball Hall of Fame
- 2005 : membre du Providence College Hall of Fame[4]